# Tadeusz Janczyk

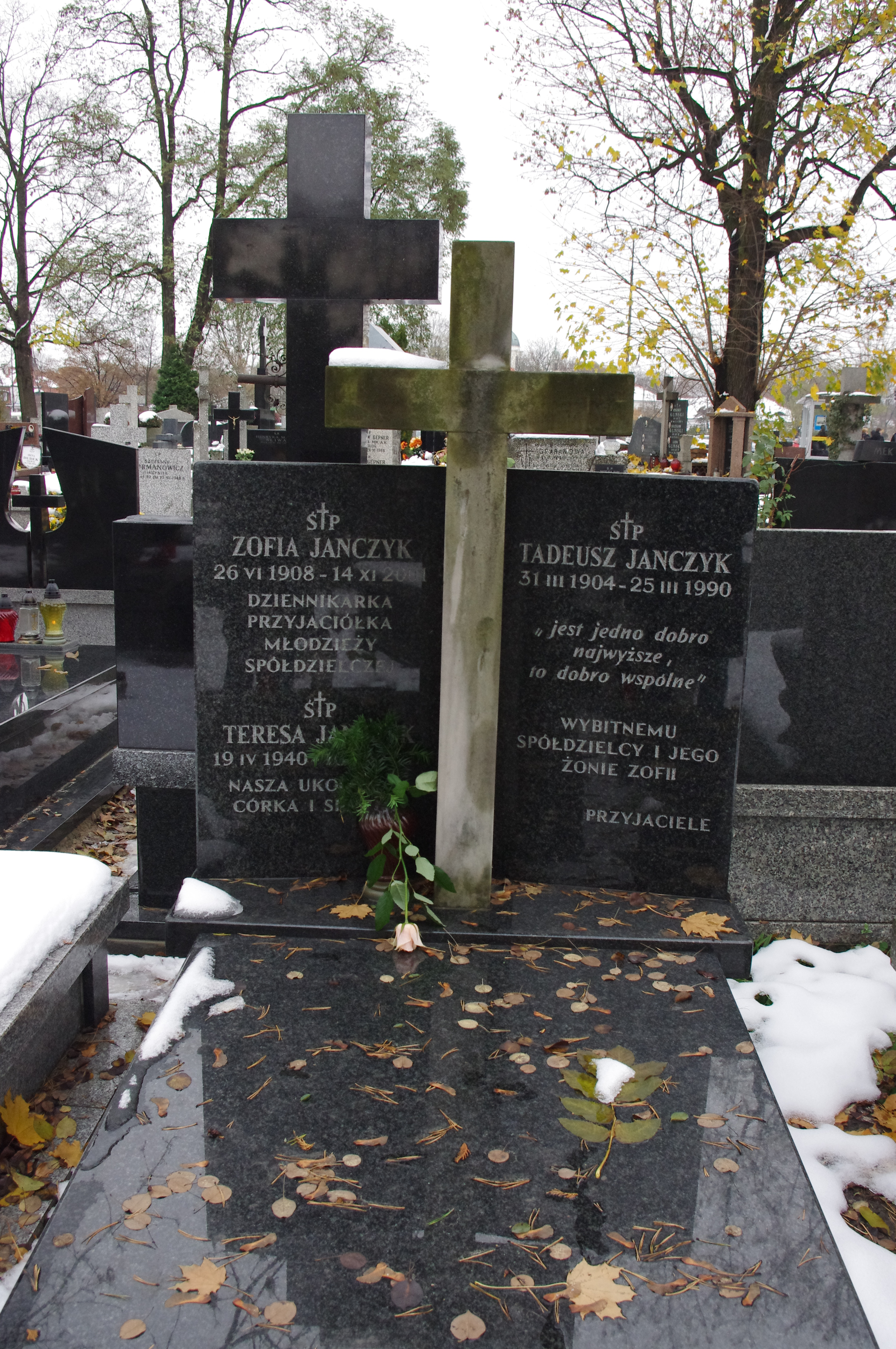
Grób Tadeusza Janczyka i jego żony – dziennikarki Zofii Janczyk na Cmentarzu Wilanowskim w Warszawie

Tadeusz Janczyk (ur. 31 marca 1904 w Kownatach, zm. 25 marca 1990) – polski ekonomista, publicysta, działacz społeczny, polityczny, poseł na Sejm PRL I, III, IV i V kadencji.

## Życiorys
Uzyskał wykształcenie wyższe ekonomiczne w Wolnej Wszechnicy Polskiej. Od 1929 związany ze spółdzielczością „Społem”. W czasie II wojny światowej działał w ruchu oporu. Po wojnie należał do organizatorów wiejskiej spółdzielczości. Był prezesem Centrali Rolniczej Spółdzielni „Samopomoc Chłopska”. Od 1945 członek Polskiej Partii Robotniczej, a od 1948 Polskiej Zjednoczonej Partii Robotniczej – w latach 1964–1969 zastępca członka Komitetu Centralnego PZPR. Pełnił mandat posła na Sejm PRL I (z okręgu Szczecinek), III, IV i V kadencji (z okręgu Ciechanów).
Odznaczony Orderem Sztandaru Pracy I klasy (1959), Krzyżem Oficerskim (1954) i Komandorskim z Gwiazdą Orderu Odrodzenia Polski (1964), Złotym Krzyżem Zasługi, Medalem 10-lecia Polski Ludowej (1955) oraz odznaką „Zasłużony Działacz Kultury” (1967).
Autor pamiętnika Moje spółdzielcze lata (Warszawa 1981).
Został pochowany na Cmentarzu w Wilanowie.